# Liste des épisodes du Monty Python's Flying Circus

Cet article détaille la liste des 45 épisodes de la série télévisée Monty Python's Flying Circus (1969-1974).

## Saison 1
Phrase d'introduction : « It's... »

### 1.Whither Canada?
Enregistré le 7 septembre et diffusé le 5 octobre 1969.
- It's Wolfgang Amadeus Mozart
- Famous Deaths
- Italian Lesson
- Whizzo Butter
- It's the Arts
- Arthur « Two Sheds » Jackson
- Picasso / Cycling Race
- The Funniest Joke in the World

### 2.Sex and Violence
Enregistré le 30 août et diffusé le 12 octobre 1969.
- Flying Sheep
- French Lecture on Sheep-Aircraft
- A Man with Three Buttocks
- A Man with Two Noses
- Musical Mice
- Marriage Guidance Counsellor
- The Wacky Queen
- Working-class playwright
- The Wrestling Epilogue
- The Mouse Problem

### 3.How to Recognise Different Types of Trees From Quite a Long Way Away
Enregistré le 14 septembre et diffusé le 19 octobre 1969.
- Court Scene with Cardinal Richelieu
- The Larch
- Bicycle Repair Man
- Tirade Against Communists
- Children's Stories
- Restaurant Sketch (The Dirty Fork)
- Seduced Milkmen
- Stolen newsreader
- The Horse Chestnut
- Children's Interview
- Nudge Nudge (en)

### 4.Owl Stretching Time
Enregistré le 21 septembre et diffusé le 26 octobre 1969.
- Jerusalem (“And did those feet”)
- Art Gallery
- Art Critic
- It's a Dog's Life in the Modern Army
- Undressing in Public
- Self Defence Against Fresh Fruit]
- Secret Service Dentists

### 5.Man's Crisis of Identity in the Latter Half of the 20th Century
Enregistré le 3 octobre et diffusé le 16 novembre 1969.
- Confuse-a-Cat
- The Smuggler
- A Duck, a Cat and a Lizard
- Vox Pops on Smuggling
- Police Raid
- Letters and Vox Pops
- Newsreader Arrested
- Erotic film
- Silly Job Interview
- Careers Advisory Board
- Burglar / Encyclopedia Salesman

### 6.The BBC Entry For the Zinc Stoat of Budapest
Enregistré le 5 novembre et diffusé le 23 novembre 1969.
- It's the Arts
- Johann Gambolputty
- Non-Illegal Robbery
- Vox Pops
- Crunchy Frog (Whizzo Chocolate Company)
- The Dull Life of a City Stockbroker
- Red Indian in Theatre
- Policemen Make Wonderful Friends
- A Scotsman on a Horse
- Twentieth-Century Vole

### 7.You're No Fun Anymore
Enregistré le 10 octobre et diffusé le 30 novembre 1969.
- Camel Spotting
- You're No Fun Any More
- The Audit
- Science Fiction Sketch
- Man Turns into Scotsman
- Police station
- Blancmanger Playing Tennis

### 8.Full Frontal Nudity
Enregistré le 25 novembre et diffusé le 7 décembre 1969.
- Army Protection Racket
- Vox Pops on Full Frontal Nudity
- Art Critic: The Place of the Nude
- Buying a Bed
- Hermits
- Dead Parrot
- The Flasher
- Hell's Grannies

### 9.The Ant, an Introduction
Enregistré le 7 décembre et diffusé le 14 décembre 1969.
- Llamas
- A Man with a Tape Recorder Up His Nose
- Kilimanjaro Expedition (Double Vision)
- A Man with a Tape Recorder Up His Brother's Nose
- Homicidal Barber
- The Lumberjack Song
- Gumby Crooner
- The Refreshment Room at Bletchley
- Ken Buddha and His Inflatable Knees
- Brian Islam and Brucie
- Hunting Film
- The Visitors

### 10.Untitled
Enregistré le 30 novembre et diffusé le 21 décembre 1969.
- Walk-on Part in Sketch
- Bank Robber in a Lingerie Shop
- Trailer
- It's a Tree
- Vocational Guidance Counsellor
- Ron Obvious : The First Man to Jump the Channel
- Tunnelling from Godalming to Java
- Pet Conversions
- Gorilla Librarian
- Letters to “Daily Mirror”
- Strangers in the Night

### 11.The Royal Philharmonic Orchestra Goes to the Bathroom
Enregistré le 14 décembre et diffusé le 28 décembre 1969.
- Lavatorial Humour
- Interruptions
- Agatha Christie (Inspector Tiger)
- Literary Football Discussion
- Interesting People
- Undertakers Film
- Eighteenth-Century Social Legislation
- The Battle of Trafalgar
- Batley Townswomans Guild Presents the Battle of Pearl Harbour
- Undertakers Film

### 12.The Naked Ant
Enregistré le 21 décembre 1969 et diffusé le 4 janvier 1970.
- Falling From Building
- Spectrum: Talking About Things
- Visitors From Coventry
- Mr. Hilter and the Minehead by-election
- Silly Voices at the Police station
- Upper Class Twit of the Year
- Ken Shabby
- How Far Can a Minister Fall?

### 13.It's the Arts
Enregistré le 4 janvier et diffusé le 11 janvier 1970.
- Restaurant Abuse/Cannibalism
- Advertisements
- Albatross
- Come Back to My Place
- Me Doctor
- Historical Impersonations
- Quiz Programme: Wishes
- Probe-Around on Crime
- Stonehenge and Mr. Attila the Hun
- Psychiatry
- Operating theatre

## Saison 2
Phrases d'introduction : « And now for something completly different... » « It's... »

### 1.Face the Press
Enregistré le 9 juillet et diffusé le 15 septembre 1970.
- Face the Press
- New Cooker Sketch
- Tobacconist's (Prostitute Advert)
- The Ministry of Silly Walks
- La March Futile
- Piranha Brothers]

### 2.The Spanish Inquisition
Enregistré le 2 juillet et diffusé le 22 septembre 1970.
- Man-Powered Flight
- The Spanish Inquisition
- Jokes and Novelties Salesman
- Tax on Thingy
- Vox Pops
- Photos of Uncle Ted
- The Semaphore Version of “Wuthering Heights”
- “Julius Caesar” on an Aldis Lamp
- “Gunfight at the OK Corral” in Morse Code
- Smoke Signal Version of “Gentlemen Prefer Blondes”
- Court Charades

### 3.Déjà Vu
Enregistré le 16 juillet et diffusé le 29 septembre 1970.
- A Bishop Rehearsing
- Flying Lessons
- Hijacked Plane
- The Poet McTeagle
- Psychiatrist Milkman
- Complaints
- Déjà Vu

### 4.The Buzz Aldrin Show
Enregistré le 18 septembre et diffusé le 20 octobre 1970.
- An Apology
- Gumby Announcement
- Architects Sketch
- How to Recognize a Mason
- An Apology / Another Gumby Announcement
- Motor Insurance Sketch
- The Bishop
- Living Room on Pavement
- Poets
- A Choice of Viewing
- An Interview with a Nude Man
- The Bishop... Again?!
- An apology
- Gumby Frog Curse / Another Another Gumby Announcement
- Chemist Sketch
- An Apology / Words Not to Be Used Again
- After-shave
- Vox Pops
- Police Constable Pan-Am
- Another Apology
- End Credits
- Last Gumby Announcement (The End)

### 5.Live from the Grill-O-Mat
Enregistré le 10 septembre et diffusé le 27 octobre 1970.
- Live From the Grill-o-Mat
- The First Item
- Blackmail
- Society for Putting Things on Top of Other Things
- Escape from Film
- The Next Item (or Dish)
- Current Affairs
- Continued from the Escape from Film
- The Next Item (Prawn Salad?)
- Accidents Sketch (Prawn Salad Ltd.)
- Interruption
- Seven Brides for Seven Brothers
- The Butcher Who Is Alternately Rude and Polite
- The Last Item (Coffee)
- Ken Clean-Air System
- On the Bus (End Credits)

### 6.It's a Living
Enregistré le 10 septembre et diffusé le 3 novembre 1970.
- It's a Living
- The Time on BBC 1
- School Prize-Giving
- “if....”, a film by Mr Dibley
- “Rear Window”, a film by Mr Dibley
- Finian's Rainbow
- The Foreign Secretary and Other News
- Free Dung from the Book of the Month Club
- Dead Indian
- Timmy Williams Interview
- Raymond Luxury Yacht
- Marriage Registry Office
- Election Night Special

### 7.The Attila the Hun Show
Enregistré le 2 octobre et diffusé le 10 novembre 1970.
- The Attila the Hun Show
- Attila the Nun
- Secretary of State Striptease
- Vox Pops on Political Groupies
- Ratcatcher
- Wainscotting
- Killer Sheep
- The News for Parrots
- The News for Gibbons
- Today in Parliament
- The News for Wombats
- Attila the Bun
- The Idiot in the Rural Society
- Test Match Against Iceland
- The Epsom Furniture Race
- Spot The Braincell

### 8.Archaeology Today
Enregistré le 9 octobre et diffusé le 17 novembre 1970.
- Trailer
- Archaeology Today
- Silly Vicar and Leapy Lee
- Registrar (Wife Swap)
- Silly doctor sketch (Immediately Abandoned)
- Mr. and Mrs. Git
- Roy and Hank Spim: Mosquito Hunters
- Poofy Judges
- Mrs. Thing and Mrs. Entity
- Beethoven's Mynah Bird
- Shakespeare
- Michelangelo
- Colin « Chopper » Mozart (Ratcatcher)
- Judges

### 9.How to Recognise Different Parts of the Body
Enregistré le 25 septembre et diffusé le 24 novembre 1970.
- How to Recognise Different Parts of the Body
- Bruces Sketch
- Naughty Bits
- The Man who Contradicts People
- Cosmetic Surgery
- Camp Square-Bashing
- Killer Cars
- Cut-Price Airline
- Batley Townswomen's Guild Presents the First Heart Transplant
- The First Underwater Production of Measure for Measure
- The Death of Mary Queen of Scots
- Exploding Penguin on the TV Set
- There's Been a Murder
- Sgt. Duckie's Song: Police Entry for Eurovision Song Contest
- Bing Tiddle Tiddle Bang

### 10.Scott of the Antarctic
Enregistré le 2 juillet et diffusé le 1er décembre 1970.
- French Subtitled Film
- Scott of the Antarctic
- Scott of the Sahara
- Conrad Poohs and His Dancing Teeth
- Fish Licence
- Derby Council v. All Blacks Rugby Match
- Long John Silver Impersonators v. Bournemouth Gynaecologists

### 11.How Not to Be Seen
Enregistré le 23 juillet et diffusé le 8 décembre 1970.
- Conquistador Coffee Campaign
- Repeating Groove
- Ramsay MacDonald Striptease
- Job Hunter
- International Chinese Communist Conspiracy
- Crelm Toothpaste / Shrill Petrol
- Agatha Christie Sketch (railway timetables)
- Mr Neville Shunte-Railroad Playwright
- Gavin Millarrrrrrrrr Writes
- Film Director/Dentist Martin Curry (teeth)
- City Gents Vox Pops
- Crackpot Religions Ltd
- How Not to Be Seen
- Crossing the Atlantic on a Tricycle
- Interview in Filing Cabinet
- Yummy Yummy Yummy, I've Got Love In My Tummy / Music Time
- Monty Python's Flying Circus Again in Thirty Seconds

### 12.Spam
Enregistré le 25 juin et diffusé le 15 décembre 1970.
- The Black Eagle
- Opening credits
- Dirty Hungarian Phrasebook
- Court (Phrasebook)
- World Forum - Communist Quiz
- Ypres, 1914
- Art Gallery Strikes
- Ypres, 1914
- Hospital for Over-Actors
- Gumby Flower Arranging
- Spam

### 13.Royal Episode 13
Enregistré le 16 octobre et diffusé le 22 décembre 1970.
- The Queen Will Be Watching
- Coal Mine in Llandarogh Carmarthen
- The Man Who Says Things in a Very Roundabout Way
- The Man Who Speaks Only the Ends of Words
- The Man Who Speaks Only the Beginnings of Words
- The Man Who Speaks Only the Middles of Words
- Commercials
- How to Feed a Goldfish
- The Man Who Collects Birdwatcher's Eggs
- Insurance Sketch
- Hospital Run by RSM
- Mountaineer
- Exploding Version of “The Blue Danube”
- Girls Boarding School
- Submarine
- A Man with a Stoat Through His Head
- Lifeboat (Cannibalism)
- Undertaker's Sketch

## Saison 3
Phrases d'introduction : « And now... »« It's... »

### 1.Whicker's World
Enregistré le 14 janvier et diffusé le 19 octobre 1972.
- Njorl's Saga/Opening Credits
- Multiple Murderer Court Scene
- Investigating the body
- Njorl's Saga - Part II
- A Terrible Mess
- Njorl's Saga - Part II: North Malden?
- Starting Over
- Njorl's Saga - Part II: Invest in Malden?
- Phone Conversation About the Word “Malden” in the Saga
- Eric Njorl Court Scene (Njorl's Saga - part III)
- Stock Exchange Report
- Mrs. Premise and Mrs. Conclusion at the Launderette
- Mrs. Premise and Mrs. Conclusion at North Malden
- Back to the saga...
- Njorl's Saga - Part IV: Mrs. Premise and Mrs. Conclusion visit Sartre in Paris
- Whicker's World

### 2.Mr. and Mrs. Brian Norris' Ford Popular
Enregistré le 28 janvier et diffusé le 26 octobre 1972.
- Emigration from Surbiton to Hounslow
- Schoolboys' Life Assurance Company
- How to Do It
- Mrs. Niggerbaiter Explodes
- Vicar/Salesman
- Farming Club
- Life of Tschaikowsky
- Trim-Jeans Theatre
- The Fish-Slapping Dance
- World War Two (animation)
- Titanic Sinking
- The BBC is Short of Money
- SS Mother Goose
- It's Man Show

### 3.The Money Programme
Enregistré le 4 décembre 1971 et diffusé le 2 novembre 1972.
- The Money Programme
- Money Song
- Erizabeth L
- Fraud Film Director Squad
- Hands Up (Animation)
- Dead Bishop or Church Police or Salvation Fuzz
- Jungle Restaurant
- Apology for Violence and Nudity
- Ken Russell's “Gardening Club”
- The Lost World of Roiurama
- Six More Minutes of Monty Python's Flying Circus
- The Argument Skit
- Hitting on the Head Lessons
- Inspector Flying Fox of the Yard
- One More Minute of Monty Python's Flying Circus

### 4.Blood, Devastation, Death, War, and Horror
Enregistré le 11 décembre 1971 et diffusé le 9 novembre 1972.
- Blood, Devastation, Death, War and Horror
- The Man Who Speaks in Anagrams
- Anagram Quiz
- Merchant Banker
- Pantomime Horses
- Life and Death Struggles
- Househunters
- Mary Recruitment Office
- Bus Conductor Sketch
- The Man Who Makes People Laugh Uncontrollably
- Army Captain as Clown
- Gestures to Indicate Pauses in a Televised Talk
- Neurotic Announcers
- The News with Richard Baker
- The Pantomime Horse is a Secret Agent

### 5.The All-England Summarize Proust Competition
Enregistré le 24 avril et diffusé le 16 novembre 1972.
- Summarize Proust Competition
- Hairdressers Climb Up Mount Everest
- Fire Brigade
- Our Eamonn
- “Party Hints” with Veronica Smalls
- Language Laboratory
- Travel Agent
- Watney's Red Barrel
- Anne Elk's Theory on Brontosauruses

### 6.The War Against Pornography
Enregistré le 21 janvier et diffusé le 23 novembre 1972.
- Tory Housewives Clean-up Campaign
- Gumby Brain Specialist
- Molluscs: Live TV Documentary
- Report on the Minister reports
- Tuesday Documentary
- Children's Story
- Match of the Day
- An Apology
- Expedition to Lake Pahoe
- The Silliest Interview We've Ever Had
- The Silliest Sketch We've Ever Done

### 7.Salad Days
Enregistré le 7 janvier et diffusé le 30 novembre 1972.
- Biggles Dictates a Letter
- Climbing the North Face of the Uxbridge Road
- Lifeboat
- Old Lady Snoopers
- Storage Jars
- The Show so Far
- Cheese Shop Sketch
- Philip Jenkinson on Cheese Westerns
- Sam Peckinpah's “Salad Days”
- Apology
- The News with Richard Baker
- Seashore Interlude Film

### 8.The Cycling Tour
Enregistré le 4 mai et diffusé le 7 décembre 1972.
- Mr. Pither
- Mr. Gulliver and Clodagh Rogers
- Trotsky
- Smolensk
- Bingo-Crazed Chinese
- Not Secret Police
- Trotsky / Eartha Kitt
- Firing Squad
- Eartha Kitt / Edward Heath

### 9.The Nude Organist
Enregistré le 11 mai et diffusé le 14 décembre 1972.
- Bomb on Plane
- A Naked Man
- Ten Seconds of Sex
- Housing Project Built by Characters from Nineteenth-century English Literature
- M1 Interchange Built by Characters from “Paradise Lost”
- Mystico and Janet: Flats Built by Hypnosis
- Mortuary Hour
- The Olympic Hide-and-seek Final
- The Cheap-Laughs
- Bull-Fighting
- The British Well-Basically Club
- Prices on the Planet Algon
- Mr. Badger Reads the Credits

### 10.E. Henry Thripshaw's Disease
Enregistré le 25 mai et diffusé le 21 décembre 1972.
- Tudor Jobs Agency
- Pornographic Bookshop
- Elizabethan Pornography Smugglers
- Silly Disturbances
- The Free Repetition of Doubtful Words Sketch
- “Is There?”... Life after Death?
- The Man Who Says Words in the Wrong Order
- Thripshaw's Disease
- Silly Noises
- Sherry-drinking Vicar

### 11.Dennis Moore
Enregistré le 17 avril 1972 et diffusé le 4 janvier 1973.
- "“Boxing Tonight”: Jack Bodell v. Sir Kenneth Clark
- Dennis Moore
- What the Stars Foretell
- Doctor
- TV4 or Not TV4 Discussion
- Lupins
- Ideal Loon Exhibition
- Off-Licence
- Dennis Moore Rides Again
- Prejudice
- Redistribution of Wealth

### 12.A Book at Bedtime
Enregistré le 18 décembre 1971 et diffusé le 11 janvier 1973.
- Party Political Broadcast (Choreographed)
- A Book at Bedtime: “Redgauntlet”
- Kamikaze Scotsmen
- No Time to Lose
- Frontiers of Medicine: Penguins
- BBC Programme Planners
- Unexploded Scotsmen
- Spot the Looney
- Rival Documentaries
- Dad's Doctors, Dad's Pooves and Other Interesting Stories

### 13.Grandstand
Enregistré le 18 mai 1972 et diffusé le 18 janvier 1973.
- Thames TV Introduction
- Light Entertainment Awards with Dickie Attenborough
- Dickie Attenborough
- The Oscar Wilde Sketch
- Charwoman
- David Niven's Fridge
- Pasolini's Film “The Third Test Match”
- New Brain from Curry's
- Blood Donor
- International Wife-Swapping
- Credits of the Year
- The Dirty Vicar Sketch

## Saison 4
Cette dernière saison est intitulée simplement Monty Python. John Cleese en est absent, hormis dans le premier épisode, mais continue à participer à l'écriture des sketches.

### 1.The Golden Age of Ballooning
Enregistré le 12 octobre et diffusé le 31 octobre 1974.
- The Montgolfier Brothers
- Montgolfier Brothers in Love
- Louis XVI
- The Court of George III
- Party Political Broadcast on Behalf of the Norwegian Party (subtitled)
- Zeppelin

### 2.Michael Ellis
Enregistré le 19 octobre et diffusé le 7 novembre 1974.
- Department Store
- Buying an Ant
- At Home with the Ant and Other Pets
- Documentary on Ants
- Ant Complaints
- Ant Poetry Reading
- Toupee Department
- Different Endings

### 3.The Light Entertainment War
Enregistré le 26 octobre et diffusé le 14 novembre 1974.
- Up Your Pavement
- RAF Banter
- Trivializing the War
- Courtmartial
- Basingstoke in Westphalia
- Anything Goes
- Film Trailer
- The Public Are Idiots
- Programme Titles Conference
- The Last Five Miles (8 km) of the M4
- Woody and Tinny Words
- Show-Jumping
- Newsflash
- When Does a Dream Begin?

### 4.Hamlet
Enregistré le 2 novembre et diffusé le 21 novembre 1974.
- Bogus Psychiatrists
- Nationwide
- Police Helmets
- Father-in-Law
- Hamlet and Ophelia
- Boxing Match Aftermath
- Boxing Commentary
- Piston Engine (a Bargain)
- A Room in Polonius' House
- Dentists
- Live from Epsom: Jockey Interviews
- Queen Victoria Handicap

### 5.Mr. Neutron
Enregistré le 9 novembre et diffusé le 28 novembre 1974.
- Post-Box Ceremony
- Mr. Neutron
- F.E.A.R. / Mr. Neutron Is Missing!
- Teddy Salad
- Secretary of State and Prime Minister
- Bombing
- Mrs. Scum
- Teddy Salad Explodes
- Mr. Neutron Escapes
- Conjuring Today

### 6.Party Political Broadcast
Enregistré le 16 novembre et diffusé le 5 décembre 1974.
- Most Awful Family in Britain - coécrit par Neil Innes
- Icelandic Honey Week
- Patient Abuse - coécrit par Douglas Adams
- Brigadier and Bishop
- Appeal on Behalf of Extremely Rich People
- The Man Who Finishes Other People's Sentences
- David Attenborough
- The Walking Trees of Dahomey
- Batsmen of the Kalahari
- Cricket Match (Assegais)
- BBC News (Handovers)

## Référence
- (en) Cet article est partiellement ou en totalité issu de l’article de Wikipédia en anglais intitulé « List of Monty Python's Flying Circus episodes » (voir la liste des auteurs).